# Ctenocephalides felis
Ctenocephalides felis, o pulce del gatto è un insetto cosmopolita, nella fase adulta parassita esterno ematofago dei felini domestici, ed occasionalmente di molti altri mammiferi, principalmente cane e uomo. Come tutti i congeneri, è relativamente poco specie specifica, e non esita a parassitare ospiti differenti in assenza di quello elettivo. Può essere vettore di diverse parassitosi ed infezioni.
La fase larvale si svolge nel ricovero dell'ospite, con dieta a base di detriti organici, prevalentemente sangue disseccato e deiezioni degli adulti. Tra le patologie causate, anche solo occasionalmente, si ricordano le bartonellosi, la parassitosi da tenia Dipylidium caninum, il tifo murino e alcune dermatiti allergiche.